# Vrata, Šmartno pri Litiji
Vrata este o localitate din comuna Šmartno pri Litiji, Slovenia, cu o populație de 39 de locuitori.